# Gambia Athletics Association
Die Gambia Athletics Association (GAA, deutsch Gambischer Leichtathletikverband, bis 2001 Gambia Amateur Athletics Association (GAAA)) ist der Verband der Leichtathleten in dem westafrikanischen Staat Gambia und organisiert auch die nationalen Leichtathletik-Wettbewerbe.
Die GAA gehört dem Kontinentalverband Confédération Africaine d’Athlétisme (CAA) an, der Teil von World Athletics ist. Generalsekretär der GAA ist Alh. Dodou J. „Capi“ Joof.